# كريس هانسن (محامي)
كريس هانسن (بالإنجليزية: Chris Hansen)‏ هو لاعب كرة قدم أسترالية ومحامي أسترالي، ولد في 7 مايو 1956.

## وصلات خارجية
- كريس هانسن على موقع AustralianFootball.com (الإنجليزية)
- كريس هانسن على موقع AFLtables.com (الإنجليزية)